# Danh sách máy ảnh Sony Alpha
Các máy ảnh DSLR, SLT và MILC được sản xuất bởi Sony.
| Thân máy                                        | Mã sản phẩm                                  | Ngàm   | Cảm biến | Firmware mới nhất | Phân khúc người dùng | Ngày ra mắt    | Tình trạng     |
| ----------------------------------------------- | -------------------------------------------- | ------ | -------- | ----------------- | -------------------- | -------------- | -------------- |
| Máy ảnh DSLR full-frame                         |                                              |        |          |                   |                      |                |                |
| α900                                            | DSLR-A900                                    | Ngàm A | CMOS     | 2.00              | Chuyên nghiệp        | Tháng 9, 2008  | Ngừng sản xuất |
| α850                                            | DSLR-A850                                    | Ngàm A | CMOS     | 2.00              | Chuyên nghiệp        | Tháng 9, 2009  | Ngừng sản xuất |
| Máy ảnh SLT full-frame                          |                                              |        |          |                   |                      |                |                |
| α99                                             | SLT-A99V (có GPS), SLT-A99 (không có GPS)    | Ngàm A | CMOS     | 1.02              | Chuyên nghiệp        | Tháng 11, 2012 | Đang sản xuất  |
| Máy ảnh DSLR APS-C                              |                                              |        |          |                   |                      |                |                |
| α100                                            | DSLR-A100, DSLR-A100/S (thân máy màu xám)    | Ngàm A | CCD      | 1.04              | Bán chuyên           | Tháng 7, 2006  | Ngừng sản xuất |
| α700                                            | DSLR-A700                                    | Ngàm A | CMOS     | 4                 | Chuyên nghiệp        | Tháng 9, 2007  | Ngừng sản xuất |
| α200                                            | DSLR-A200                                    | Ngàm A | CCD      | 1.00              | Nghiệp dư            | Tháng 1, 2008  | Ngừng sản xuất |
| α300                                            | DSLR-A300, DSLR-A300K/N (màu vàng champagne) | Ngàm A | CCD      | 1.00              | Nghiệp dư            | Tháng 1, 2008  | Ngừng sản xuất |
| α350                                            | DSLR-A350, DSLR-A350K/N (màu vàng champagne) | Ngàm A | CCD      | 1.00              | Nghiệp dư            | Tháng 1, 2008  | Ngừng sản xuất |
| α230                                            | DSLR-A230                                    | Ngàm A | CCD      | 1.10              | Nghiệp dư            | Tháng 5, 2009  | Ngừng sản xuất |
| α330                                            | DSLR-A330, DSLR-A330L/T (màu nâu đồng)       | Ngàm A | CCD      | 1.10              | Nghiệp dư            | Tháng 5, 2009  | Ngừng sản xuất |
| α380                                            | DSLR-A380                                    | Ngàm A | CCD      | 1.10              | Nghiệp dư            | Tháng 5, 2009  | Ngừng sản xuất |
| α500                                            | DSLR-A500                                    | Ngàm A | CMOS     | 1.00              | Bán chuyên           | Tháng 10, 2009 | Ngừng sản xuất |
| α550                                            | DSLR-A550                                    | Ngàm A | CMOS     | 1.00              | Bán chuyên           | Tháng 10, 2009 | Ngừng sản xuất |
| α450                                            | DSLR-A450                                    | Ngàm A | CMOS     | 1.00              | Bán chuyên           | Tháng 2, 2010  | Ngừng sản xuất |
| α290                                            | DSLR-A290                                    | Ngàm A | CCD      | 1.00              | Nghiệp dư            | Tháng 6, 2010  | Ngừng sản xuất |
| α390                                            | DSLR-A390                                    | Ngàm A | CCD      | 1.00              | Nghiệp dư            | Tháng 6, 2010  | Ngừng sản xuất |
| α560                                            | DSLR-A560                                    | Ngàm A | CMOS     | 1.00/1.11         | Bán chuyên           | Tháng 8, 2010  | Ngừng sản xuất |
| α580                                            | DSLR-A580                                    | Ngàm A | CMOS     | 1.00/1.11         | Bán chuyên           | Tháng 8, 2010  | Ngừng sản xuất |
| Máy ảnh SLT APS-C                               |                                              |        |          |                   |                      |                |                |
| α33                                             | SLT-A33                                      | Ngàm A | CMOS     | 2.00              | Nghiệp dư            | Tháng 8, 2010  | Ngừng sản xuất |
| α55                                             | SLT-A55V (có GPS), SLT-A55 (không có GPS)    | Ngàm A | CMOS     | 2.00              | Bán chuyên           | Tháng 8, 2010  | Ngừng sản xuất |
| α35                                             | SLT-A35                                      | Ngàm A | CMOS     | 1.00              | Nghiệp dư            | Tháng 8, 2011  | Ngừng sản xuất |
| α65                                             | SLT-A65V (có GPS), SLT-A65 (không có GPS)    | Ngàm A | CMOS     | 1.07              | Bán chuyên           | Tháng 10, 2011 | Ngừng sản xuất |
| α77                                             | SLT-A77V (có GPS), SLT-A77 (không có GPS)    | Ngàm A | CMOS     | 1.07              | Chuyên nghiệp        | Tháng 10, 2011 | Ngừng sản xuất |
| α57                                             | SLT-A57                                      | Ngàm A | CMOS     | 1.04              | Bán chuyên           | Tháng 4, 2012  | Ngừng sản xuất |
| α37                                             | SLT-A37                                      | Ngàm A | CMOS     | 1.04              | Nghiệp dư            | Tháng 6, 2012  | Ngừng sản xuất |
| α58                                             | SLT-A58                                      | Ngàm A | CMOS     | 1.01              | Bán chuyên           | Tháng 4, 2013  | Đang sản xuất  |
| α77 II                                          | ILCA-77M2                                    | Ngàm A | CMOS     | 2.00              | Chuyên nghiệp        | Tháng 5, 2014  | Đang sản xuất  |
| Máy ảnh ống kính rời không gương lật full frame |                                              |        |          |                   |                      |                |                |
| α7                                              | ILCE-7                                       | Ngàm E | CMOS     | 1.10              | Chuyên nghiệp        | Tháng 10, 2013 | Đang sản xuất  |
| α7R                                             | ILCE-7R                                      | Ngàm E | CMOS     | 1.10              | Chuyên nghiệp        | Tháng 10, 2013 | Đang sản xuất  |
| α7S                                             | ILCE-7S                                      | Ngàm E | CMOS     | 1.10              | Chuyên nghiệp        | Tháng 4, 2014  | Đang sản xuất  |
| α7 II                                           | ILCE-7M2                                     | Ngàm E | CMOS     | 1.20              | Chuyên nghiệp        | Tháng 11, 2014 | Đang sản xuất  |
| Máy ảnh ống kính rời không gương lật APS-C      |                                              |        |          |                   |                      |                |                |
| NEX-3                                           | NEX-3 (có Eye-Fi), NEX-3C (không có Eye-Fi)  | Ngàm E | CMOS     | 5                 | Nghiệp dư            | Tháng 5, 2010  | Ngừng sản xuất |
| NEX-5                                           | NEX-5 (có Eye-Fi), NEX-5C (không có Eye-Fi)  | Ngàm E | CMOS     | 5                 | Nghiệp dư            | Tháng 5, 2010  | Ngừng sản xuất |
| NEX-C3                                          | NEX-C3                                       | Ngàm E | CMOS     | 2                 | Nghiệp dư            | Tháng 6, 2011  | Ngừng sản xuất |
| NEX-5N                                          | NEX-5N                                       | Ngàm E | CMOS     | 1.02              | Nghiệp dư            | Tháng 8, 2011  | Ngừng sản xuất |
| NEX-7                                           | NEX-7                                        | Ngàm E | CMOS     | 1.03              | Bán chuyên           | Tháng 8, 2011  | Ngừng sản xuất |
| NEX-F3                                          | NEX-F3                                       | Ngàm E | CMOS     | 1.01              | Nghiệp dư            | Tháng 6, 2012  | Ngừng sản xuất |
| NEX-5R                                          | NEX-5R                                       | Ngàm E | CMOS     | 1.03              | Nghiệp dư            |                | Ngừng sản xuất |
| NEX-6                                           | NEX-6                                        | Ngàm E | CMOS     | 1.03              | Nghiệp dư            |                | Ngừng sản xuất |
| NEX-3N                                          | NEX-3N                                       | Ngàm E | CMOS     | 1.00              | Nghiệp dư            | Tháng 3, 2013  | Ngừng sản xuất |
| NEX-5T                                          | NEX-5T                                       | Ngàm E | CMOS     | 1.01              | Nghiệp dư            | Tháng 8, 2013  | Ngừng sản xuất |
| α3000                                           | ILCE-3000                                    | Ngàm E | CMOS     | 1.00/1.01         | Nghiệp dư            | Tháng 8, 2013  | Đang sản xuất  |
| α5000                                           | ILCE-5000                                    | Ngàm E | CMOS     | 1.10              | Nghiệp dư            | Tháng 1, 2014  | Đang sản xuất  |
| α6000                                           | ILCE-6000                                    | Ngàm E | CMOS     | 1.10              | Bán chuyên           | Tháng 2, 2014  | Đang sản xuất  |
| α3500                                           | ILCE-3500                                    | Ngàm E | CMOS     | 1.01              | Nghiệp dư            | Tháng 3, 2014  | Đang sản xuất  |
| α5100                                           | ILCE-5100                                    | Ngàm E | CMOS     | 1.10              | Nghiệp dư            |                | Đang sản xuất  |